# نایجل ریچاردز

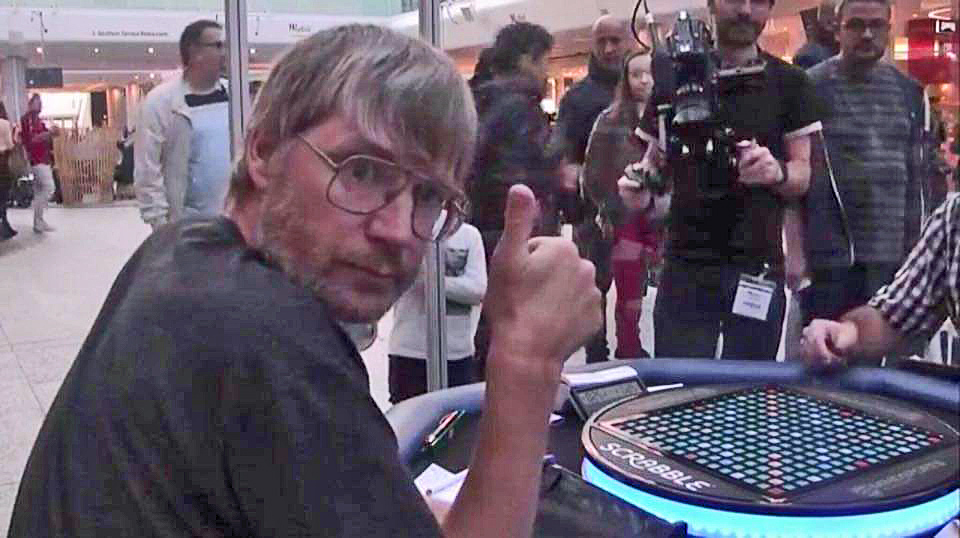
نایجل ریچاردز - ۲۰۱۸

نایجل ریچاردز (به انگلیسی: Nigel Richards؛ زادهٔ ۱۹۶۷)  بازیکن حرفه‌ای اسکربل اهل نیوزیلند-مالزی است. از او به عنوان بزرگ‌ترین بازیکن تاریخ این بازی یاد می‌شود و هم‌اکنون بالاترین نمره را در رده‌بندی جهانی دارد. او سه قهرمانی جهان، پنج قهرمانی آمریکا، هفت قهرمانی اوپن بریتانیا، یازده قهرمانی سنگاپور، و سیزده قهرمانی جام پادشاهی تایلند را در کارنامه دارد که مورد آخر بزرگ‌ترین مسابقات اسکربل در جهان است. او با اینکه نمی‌تواند به‌روانی فرانسوی تکلم کند، در سال ۲۰۱۵ عنوان قهرمانی جهان در زبان فرانسه را نیز کسب کرد و بدین ترتیب نخستین بازیکنی شد که قهرمان رقابت‌های انگلیسی و فرانسوی شده‌است. با این موفقیت، نام او به سرتیتر مطبوعات جهان راه یافت.
مشهور است که او حافظهٔ تصویری فوق‌العادهٔ قوی‌ای از فرهنگ‌های لغت اسکربل دارد. انجام سریع محاسبات ریاضی برای تعیین احتمال برد هر بازی نیز از دیگر مهارت‌های اوست.